# Понте д'Оро (Пиза)
Понте д'Оро је насеље у Италији у округу Пиза, региону Тоскана.
Према процени из 2011. у насељу је живело 667 становника. Насеље се налази на надморској висини од 2 м.